# Liste der Wetterpilze in Berlin
Die Liste der Wetterpilze in Berlin listet alle Wetterpilze in Berlin und in den Berliner Forsten auf. 

## Überblick
Die Liste ist alphabetisch vorsortiert nach dem Bezirk
| Bezirk                      | Ortsteil                    | Name des Wetterpilzes                                          | Standort & Lage                                                  | Bild                                          |
| --------------------------- | --------------------------- | -------------------------------------------------------------- | ---------------------------------------------------------------- | --------------------------------------------- |
| Charlottenburg- Wilmersdorf | Berlin-Charlottenburg-Nord  | Nördlicher Wetterpilz am Jungfernheideteich                    | Volkspark Jungfernheide 13627 Berlin (Lage)                      |                                               |
| Charlottenburg- Wilmersdorf | Berlin-Charlottenburg-Nord  | Östlicher Wetterpilz am Jungfernheideteich                     | Volkspark Jungfernheide 13627 Berlin (Lage)                      |                                               |
| Charlottenburg- Wilmersdorf | Berlin-Charlottenburg-Nord  | Südlicher Wetterpilz am Jungfernheideteich                     | Volkspark Jungfernheide 13627 Berlin (Lage)                      |                                               |
| Charlottenburg- Wilmersdorf | Berlin-Grunewald            | Wetterpilz unweit der Krummen Lanke                            | Grunewald 14163 Berlin (Lage)                                    |                                               |
| Charlottenburg- Wilmersdorf | Berlin-Westend              | Wetterpilz in Berlin-Murellenschlucht                          | Murellenschlucht 13597 Berlin (Lage)                             |                                               |
| Lichtenberg                 | Berlin-Friedrichsfelde      | Wetterpilz im Tierpark Friedrichsfelde                         | Tierpark Friedrichsfelde 10319 Berlin (Lage)                     |                                               |
| Marzahn- Hellersdorf        | Berlin-Biesdorf             | Wetterpilz in Berlin-Schlosspark Biesdorf                      | Schlosspark Biesdorf 12683 Berlin (Lage)                         |                                               |
| Neukölln                    | Berlin-Britz                | Wetterpilz im Britzer Park                                     | Britzer Garten 12349 Berlin (Lage)                               |                                               |
| Neukölln                    | Berlin-Mariendorf           | Wasserpilz im Sommerbad Mariendorf                             | Sommerbad Mariendorf 12109 Berlin (Lage)                         |                                               |
| Neukölln                    | Berlin-Neukölln             | Wetterpilz am Böhmischen Platz                                 | Böhmischer Platz 12055 Berlin (Lage)                             |                                               |
| Neukölln                    | Berlin-Neukölln             | Wetterpilz auf der Schillerpromenade                           | Schillerpromenade 12049 Berlin (Lage)                            |                                               |
| Neukölln                    | Berlin-Neukölln             | Wetterpilz in der Gropiusstadt                                 | Sollmannweg 7 12353 Berlin (Lage)                                |                                               |
| Neukölln                    | Berlin-Neukölln             | Wetterpilz in der Hasenheide                                   | Volkspark Hasenheide 12049 Berlin (Lage)                         |                                               |
| Neukölln                    | Berlin-Neukölln             | Wetterpilz in Berlin-Neukölln von der Schulenburg Park         | Von der Schulenburg Park 12057 Berlin (Lage)                     |                                               |
| Pankow                      | Berlin-Französisch Buchholz | Wetterpilz in Berlin-Buchholz                                  | Blankenfelder Straße 61 13127 Berlin (Lage)                      |                                               |
| Pankow                      | Berlin-Niederschönhausen    | Wetterpilz in Berlin-Schönhausen                               | Schlosspark Niederschönhausen 13187 Berlin (Lage)                |                                               |
| Pankow                      | Berlin-Weißensee            | Wetterpilz in Berlin-Weißensee                                 | Spielplatz Mahlerstraße 27 13088 Berlin (Lage)                   |                                               |
| Reinickendorf               | Berlin-Frohnau              | Wetterpilz in Berlin-Frohnau / Am Pilzteich                    | Oranienburger Chaussee / Schönfließer Straße 13465 Berlin (Lage) | Wetterpilz in Berlin-Frohnau / Am Pilzteich   |
| Reinickendorf               | Berlin-Frohnau              | Wetterpilz in Berlin-Frohnau / Sigismundkorso                  | Maximiliankorso/Sigismundkorso 13465 Berlin (Lage)               | Wetterpilz in Berlin-Frohnau / Sigismundkorso |
| Reinickendorf               | Berlin-Reinickendorf        | Wetterpilz an der Kolumbus-Grundschule                         | Büchsenweg 23 13409 Berlin (Lage)                                |                                               |
| Reinickendorf               | Berlin-Tegel                | Wetterpilz in den Berliner Forsten-Tegeler Forst Nord (Pilz 1) | Tegeler Forst 13409 Berlin (Lage)                                |                                               |
| Reinickendorf               | Berlin-Tegel                | Wetterpilz in den Berliner Forsten-Tegeler Forst Nord (Pilz 2) | Tegeler Forst 13467 Berlin (Lage)                                |                                               |
| Reinickendorf               | Berlin-Tegel                | Wetterpilz in den Berliner Forsten-Tegeler Forst Nord (Pilz 3) | Tegeler Forst 13467 Berlin (Lage)                                |                                               |
| Reinickendorf               | Berlin-Tegel                | Wetterpilz in den Berliner Forsten-Tegeler Forst Nord (Pilz 4) | Tegeler Forst 13467 Berlin (Lage)                                |                                               |
| Reinickendorf               | Berlin-Tegel                | Wetterpilz in den Berliner Forsten-Tegeler Forst Nord (Pilz 5) | Tegeler Forst 13503 Berlin (Lage)                                |                                               |
| Reinickendorf               | Berlin-Tegel                | Wetterpilz in den Berliner Forsten-Tegeler Forst Nord (Pilz 6) | Tegeler Forst 13503 Berlin (Lage)                                |                                               |
| Reinickendorf               | Berlin-Tegel                | Wetterpilz in den Berliner Forsten-Tegeler Forst Nord (Pilz 7) | Tegeler Forst 13503 Berlin (Lage)                                |                                               |
| Reinickendorf               | Berlin-Tegel                | Wetterpilz in Berlin-Flughafensee                              | Flughafensee 13405 Berlin (Lage)                                 | Wetterpilz in Berlin-Flughafensee             |
| Spandau                     | Berlin-Hakenfelde           | Wetterpilz in Berlin-Kuhlake                                   | Kuhlake 13587 Berlin (Lage)                                      |                                               |
| Spandau                     | Berlin-Hakenfelde           | Wetterpilz am Wildschweingehege                                | Wildgehege im Spandauer Forst 13587 Berlin (Lage)                |                                               |
| Spandau                     | Berlin-Wilhelmstadt         | Wetterpilz in Berlin-Spandau                                   | Jonny-K.-Aktivpark 13593 Berlin (Lage)                           |                                               |
| Spandau                     | Berlin-Wilhelmstadt         | Wetterpilz im Südpark Wilhelmstadt                             | Südpark 13595 Berlin (Lage)                                      | Wetterpilz im Südpark Wilhelmstadt            |
| Steglitz- Zehlendorf        | Berlin-Dahlem               | Wetterpilz am FU Campus                                        | Edwin-Redslob-Straße 14195 Berlin (Lage)                         |                                               |
| Steglitz- Zehlendorf        | Berlin-Dahlem               | Wetterpilz im Erlenbusch                                       | Erlenbusch 14195 Berlin (Lage)                                   |                                               |
| Tempelhof- Schöneberg       | Berlin-Tempelhof            | Wetterpilz in Berlin-Lehnepark                                 | Lehnepark 12103 Berlin (Lage)                                    |                                               |
| Treptow- Köpenick           | Berlin-Köpenick             | Der Klappschirm von Köpenick                                   | Altstadt Köpenick 12555 Berlin (Lage)                            |                                               |
| Treptow- Köpenick           | Berlin-Müggelheim           | Wetterpilz am Langen See                                       | Langer See 12527 Berlin (Lage)                                   |                                               |
| Treptow- Köpenick           | Berlin-Müggelheim           | Wetterpilz am Müggelturm                                       | Kammweg 12559 Berlin (Lage)                                      |                                               |
| Treptow- Köpenick           | Berlin-Müggelheim           | Wetterpilz am Seddinsee                                        | Seddinsee 12559 Berlin (Lage)                                    |                                               |
| Treptow- Köpenick           | Berlin-Müggelheim           | Wetterpilz an der Großen Krampe                                | Große Krampe 12559 Berlin (Lage)                                 |                                               |
| Treptow- Köpenick           | Berlin-Müggelheim           | Wetterpilz an der Kleinen Krampe                               | Kleine Krampe 12527 Berlin (Lage)                                |                                               |
| Treptow- Köpenick           | Berlin-Müggelheim           | Wetterpilz unweit der Krummen Lake                             | Krumme Lake 12559 Berlin (Lage)                                  |                                               |
| Treptow- Köpenick           | Berlin-Schmöckwitz          | Wetterpilz am Krossinsee                                       | Krossinsee12527 Berlin (Lage)                                    |                                               |
| Treptow- Köpenick           | Berlin-Schmöckwitz          | Wetterpilz am Oder-Spree-Kanal                                 | Oder-Spree-Kanal 12527 Berlin (Lage)                             |                                               |